# 愛子中央
愛子中央（あやしちゅうおう）は、宮城県仙台市青葉区の町丁。郵便番号は989-3128。住民基本台帳に基づく人口は3,929人、世帯数は1,891世帯（2025年4月1日現在）。現行行政地名は愛子中央一丁目から愛子中央六丁目。全域で住居表示を実施している。
愛子駅や仙台市立広瀬中学校、仙台高等専門学校広瀬キャンパスが立地し、愛子地区の中心部を構成している。

## 地理
愛子盆地の中央部に位置する。南側には旧作並街道である国道457号線、北側には広瀬川が通る。また、南西部には、愛子副都心の中心駅である愛子駅がある。かつては作並街道の愛子宿として栄えていた。

### 河川
- 広瀬川

## 歴史

### 沿革
- 2002年（平成14年）7月22日 - 愛子駅周辺に住居表示がなされ、「愛子中央」とする。
- 2018年（平成30年）1月20日 - 愛子駅新駅舎供用開始。

## 世帯数と人口
2025年（令和7年）4月1日現在の世帯数と人口は以下の通りである。
| 丁目           | 世帯      | 人口    |
| -------------- | --------- | ------- |
| 愛子中央一丁目 | 109世帯   | 213人   |
| 愛子中央二丁目 | 364世帯   | 722人   |
| 愛子中央三丁目 | 600世帯   | 1,246人 |
| 愛子中央四丁目 | 266世帯   | 589人   |
| 愛子中央五丁目 | 373世帯   | 784人   |
| 愛子中央六丁目 | 179世帯   | 375人   |
| 計             | 1,891世帯 | 3,929人 |

## 小・中学校の学区
市立小・中学校に通う場合、学区は以下の通りとなる。括弧内は選択可能な学校を示す。
| 丁目           | 番地                                                        | 小学校                                   | 中学校             |
| -------------- | ----------------------------------------------------------- | ---------------------------------------- | ------------------ |
| 愛子中央一丁目 | 1から8まで                                                  | 仙台市立愛子小学校（仙台市立広瀬小学校） | 仙台市立広瀬中学校 |
| 愛子中央一丁目 | 9から町名の終わりまで                                       | 仙台市立愛子小学校                       | 仙台市立広瀬中学校 |
| 愛子中央二丁目 | 全域                                                        | 仙台市立愛子小学校                       | 仙台市立広瀬中学校 |
| 愛子中央三丁目 | 全域                                                        | 仙台市立愛子小学校                       | 仙台市立広瀬中学校 |
| 愛子中央四丁目 | 全域                                                        | 仙台市立愛子小学校                       | 仙台市立広瀬中学校 |
| 愛子中央五丁目 | 全域                                                        | 仙台市立愛子小学校                       | 仙台市立広瀬中学校 |
| 愛子中央六丁目 | 10-1から10-9 10-11から10の終わりまで 11から町名の終わりまで | 仙台市立愛子小学校                       | 仙台市立広瀬中学校 |
| 愛子中央六丁目 | 1から9、10-10                                               | 仙台市立愛子小学校（仙台市立広瀬小学校） | 仙台市立広瀬中学校 |

## 交通

### 鉄道

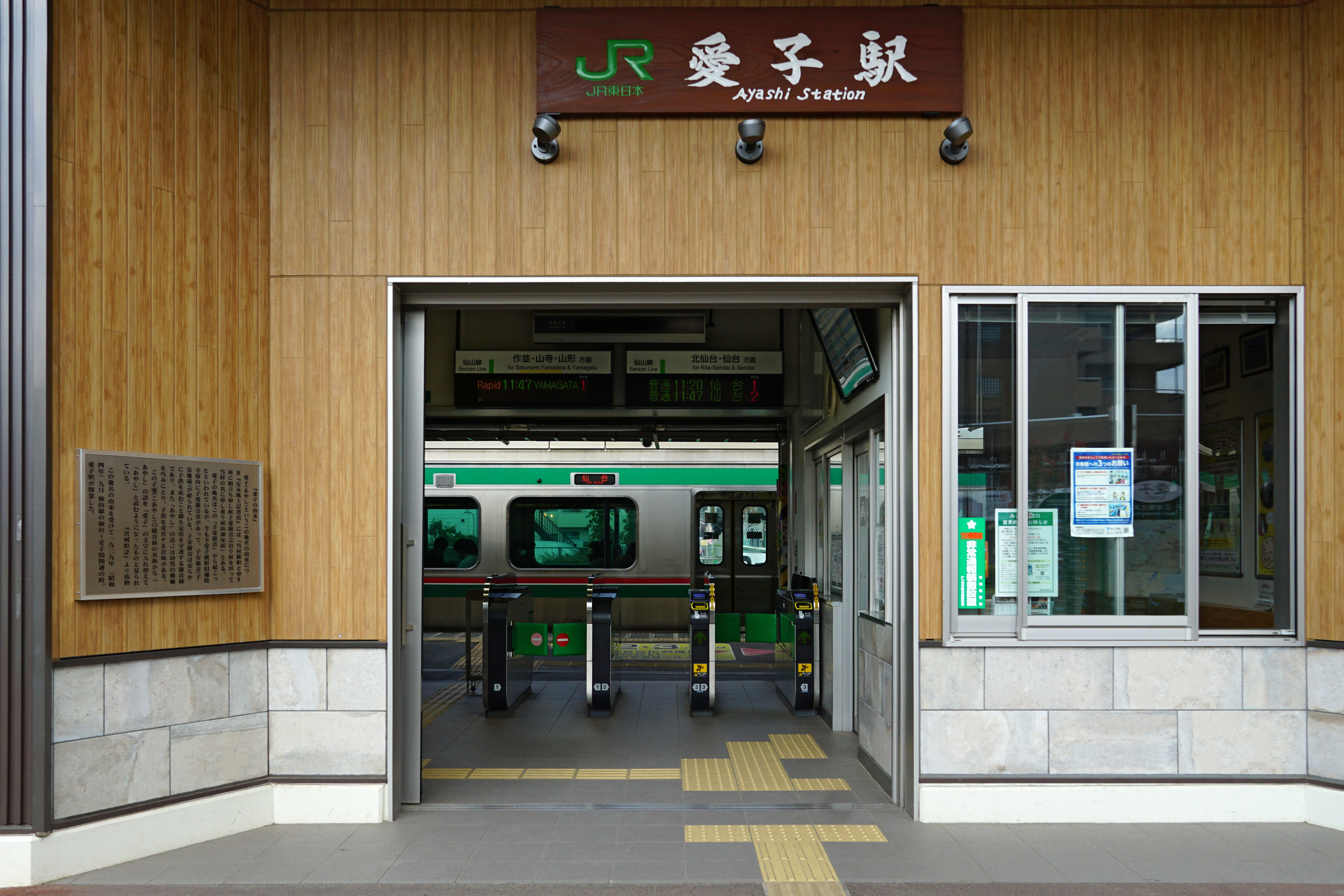
愛子駅改札口

- JR東日本仙山線愛子駅

### バス
- 仙台市営バス

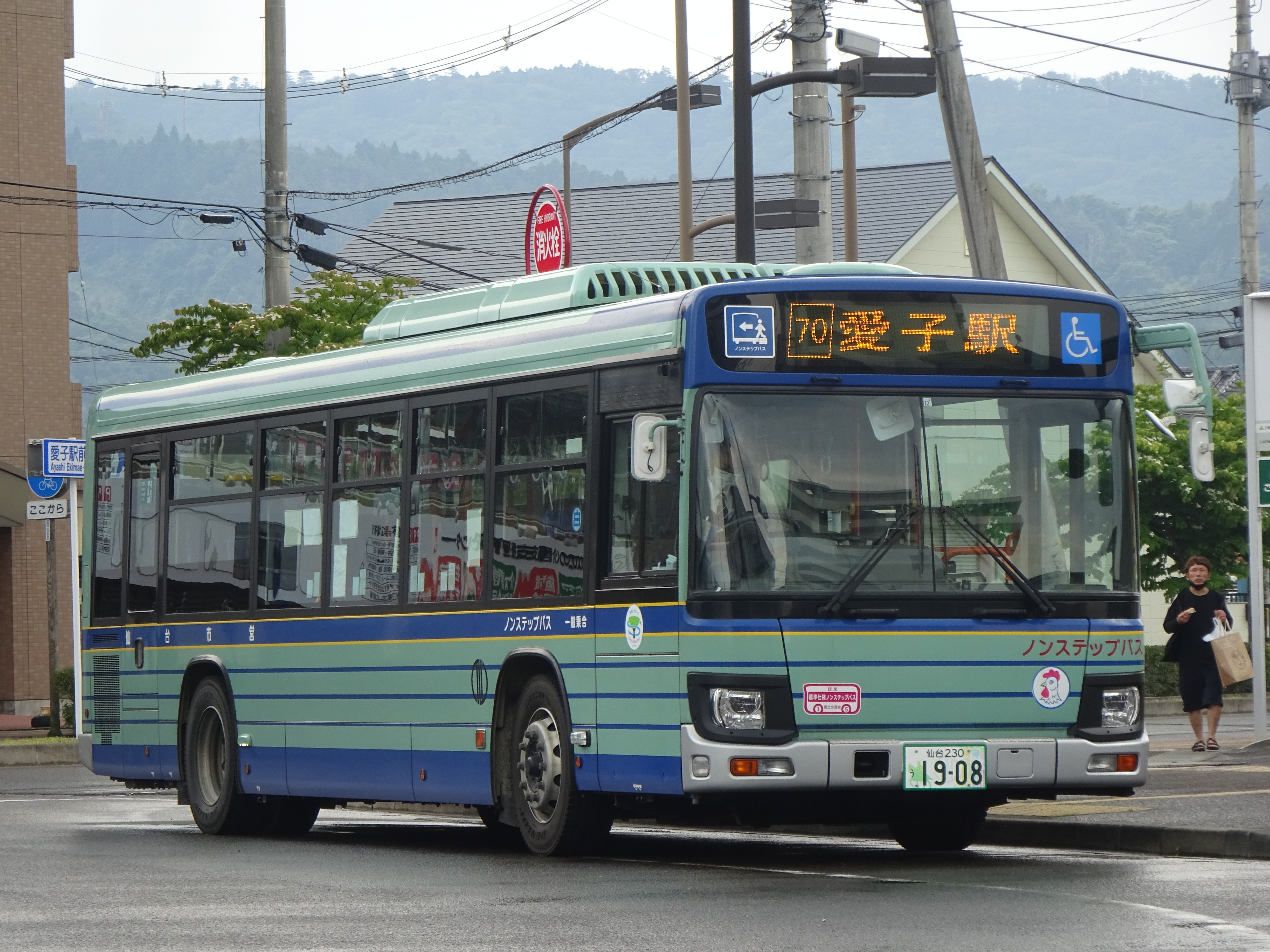
仙台市営バス70系統・愛子駅行

  - 愛子駅 -（秋保温泉方面・83/85/87系統）
  - 愛子駅前 - 愛子中央六丁目（840/843/844/845/846系統）
  - 愛子駅 - 愛子駅前 - 愛子中央六丁目（80/84系統）
  - 愛子駅 - 愛子駅前（25/26/70系統）
  - 愛子駅 - 愛子駅前 - 広瀬中学校前（75/77系統）
- 愛子観光バス
  - 愛子駅前 -（仙台駅前・錦ケ丘方面）
- 八ツ森号（新川地区地域交通・デマンド型交通）
  - 愛子駅 - （新川・作並方面）

### 道路
一般国道
- 国道48号
- 国道457号

一般県道
- 宮城県道134号愛子停車場線

道路愛称路線

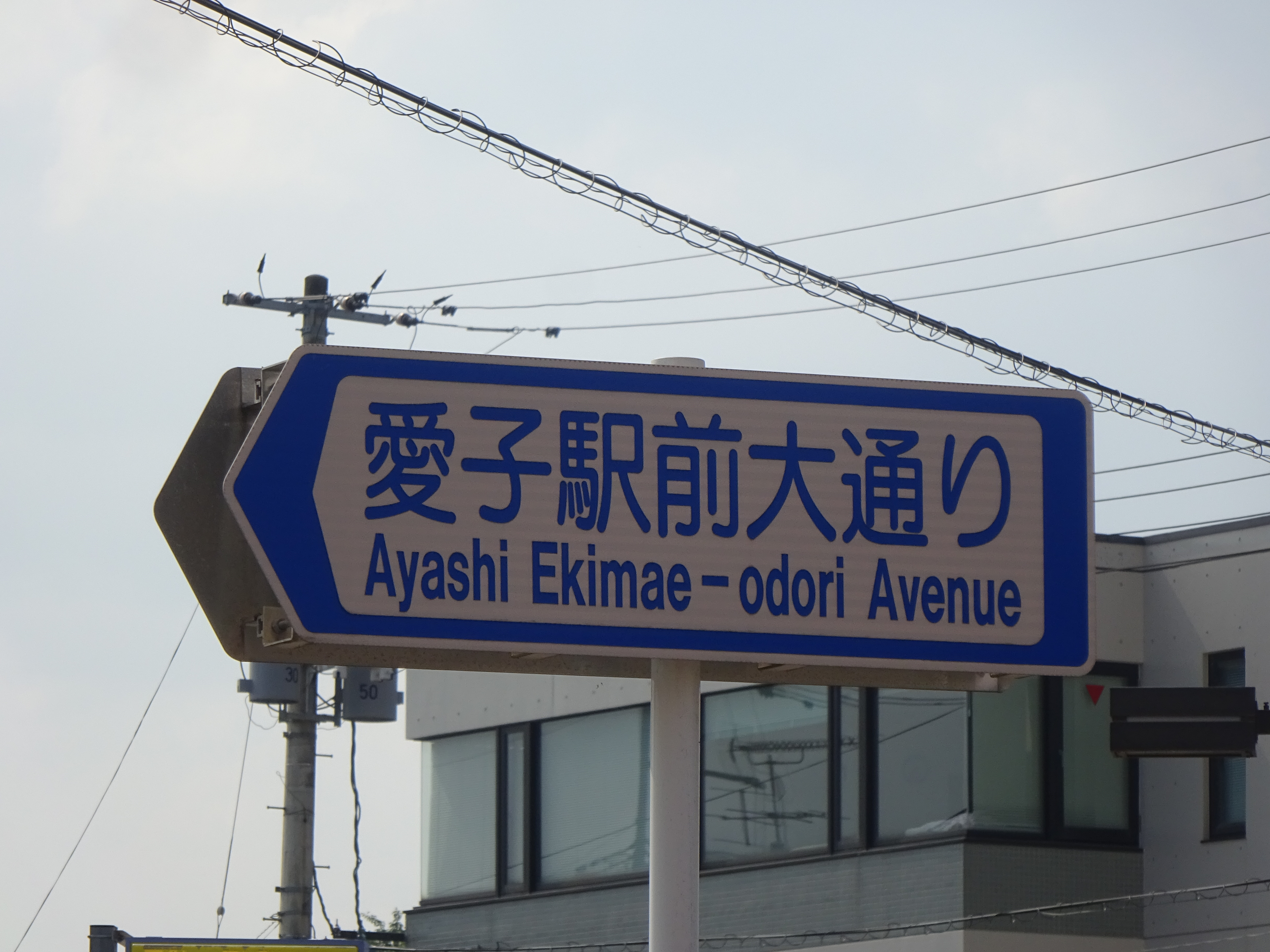
愛子駅前大通り

- 27 愛子駅前大通り（宮城県道134号愛子停車場線）
- 28 愛子中央通り（国道457号）
- 29 開成通り（青葉5296/仙台市道愛子赤坂線）

## 施設

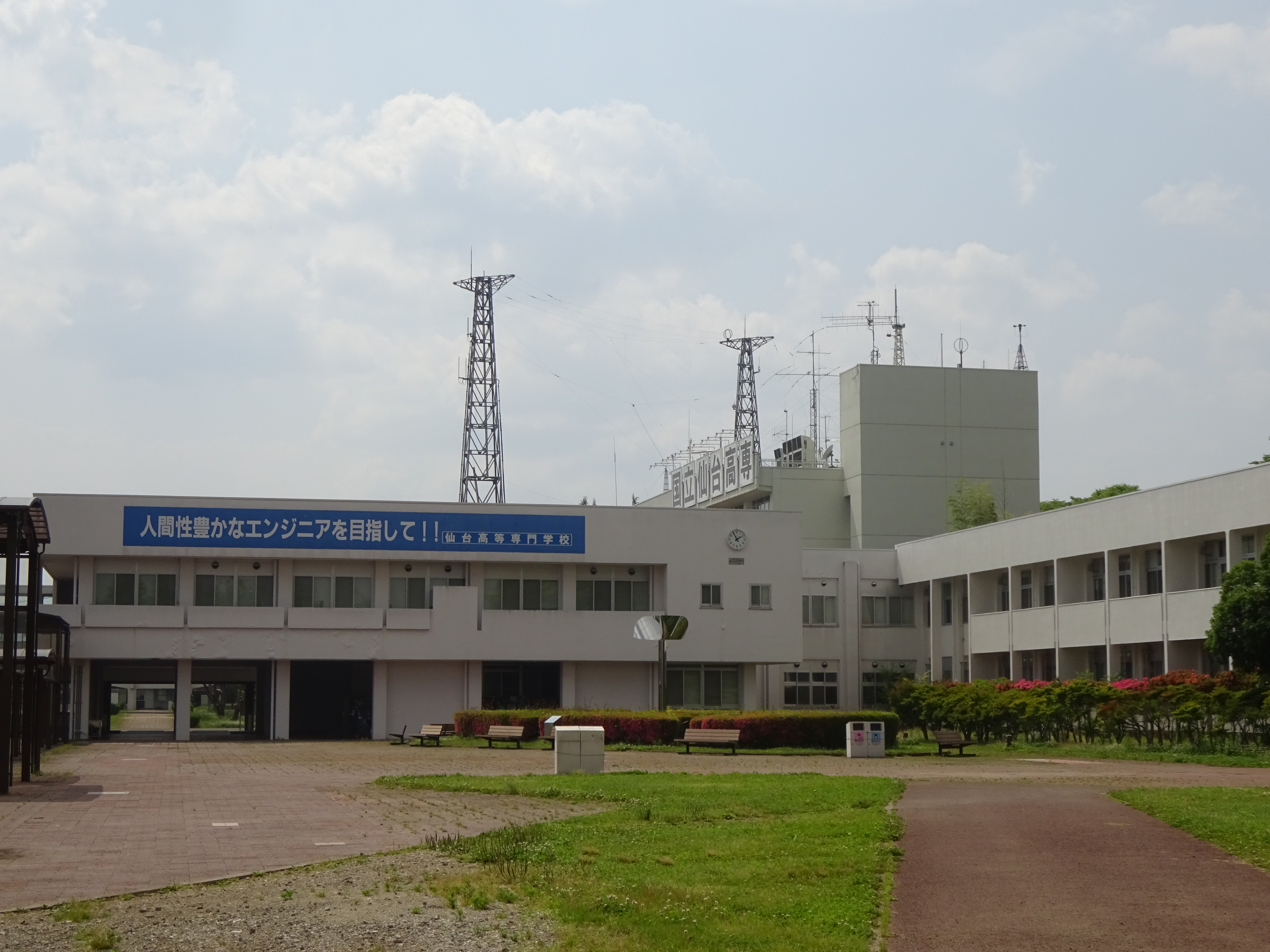
仙台高等専門学校広瀬キャンパス

- 仙台高等専門学校 広瀬キャンパス
- 仙台市立広瀬中学校
- JA仙台 西部営農センター